# Осми путник (музичка група)
Осми путник је југословенска и хрватска хард рок и хеви метал група, основана у Сплиту 1985. године.

## Дискографија

### Студијски албуми
1. 1986. Улична молитва (Југотон)
2. 1987. Гласно, гласније (ПГП РТБ)
3. 1988. Драге сестре моје... није исто бубањ и хармоника (ПГП РТБ)
4. 2005. Жив и поносан (Dancing Bear)
5. 2010. Тајна (Croatia Records)
6. 2021. Rock 'n' roll се кући вратио (Croatia Records)